# Пардинью
Пардинью (порт. Pardinho) — муниципалитет в Бразилии, входит в штат Сан-Паулу. Составная часть мезорегиона Бауру. Входит в экономико-статистический микрорегион Ботукату. Население составляет 5684 человека на 2006 год. Занимает площадь 210,036 км². Плотность населения — 27,1 чел./км².

## Статистика
- Валовой внутренний продукт на 2003 составляет 56 088 633,00 реалов (данные: Бразильский институт географии и статистики).
- Валовой внутренний продукт на душу населения на 2003 составляет 10 689,66 реала (данные: Бразильский институт географии и статистики).
- Индекс развития человеческого потенциала на 2000 составляет 0,788 (данные: Программа развития ООН).

## География
Климат местности: субтропический. В соответствии с классификацией Кёппена, климат относится к категории Cfb.

## Галерея

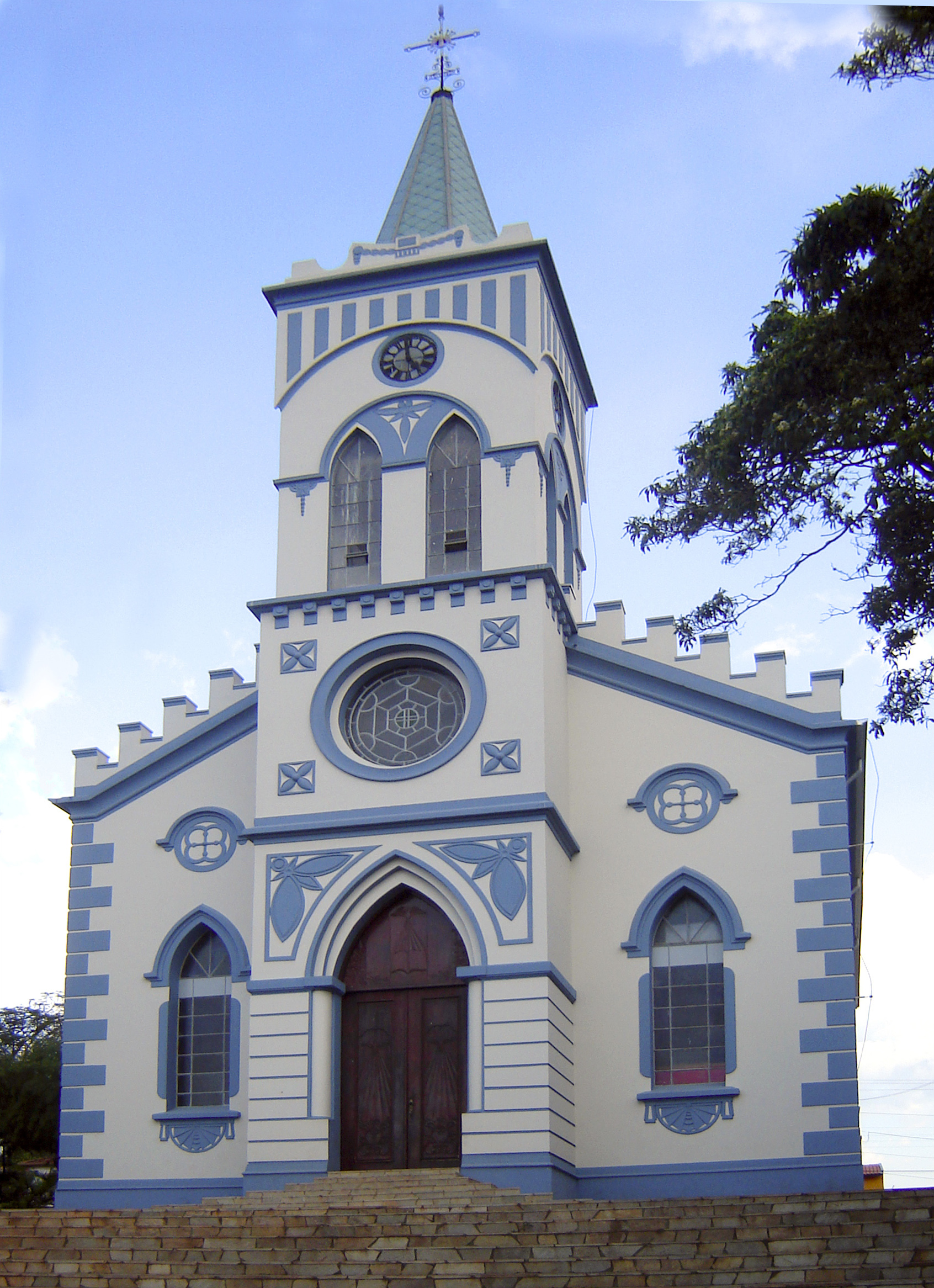
Собор
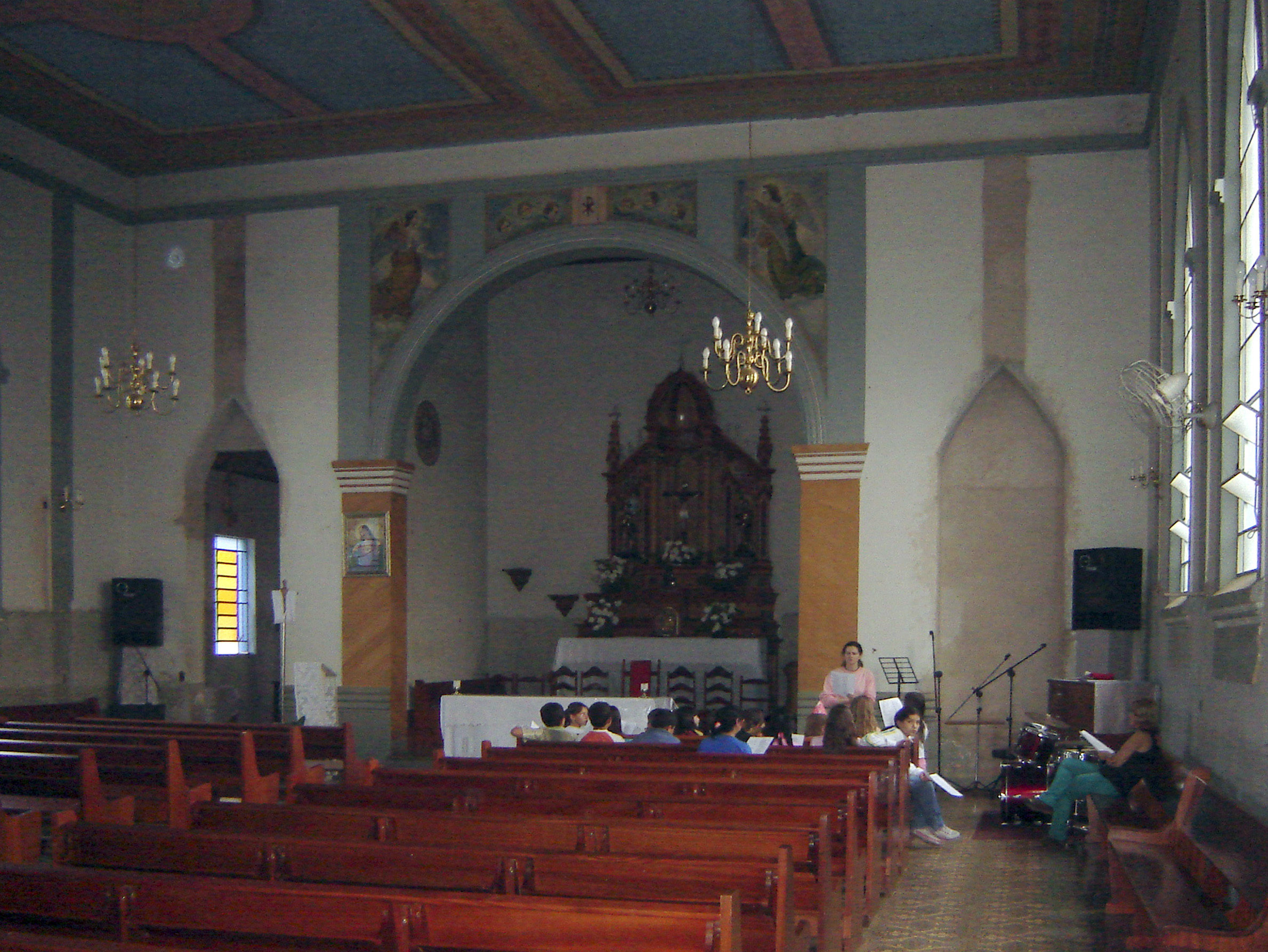
Собор
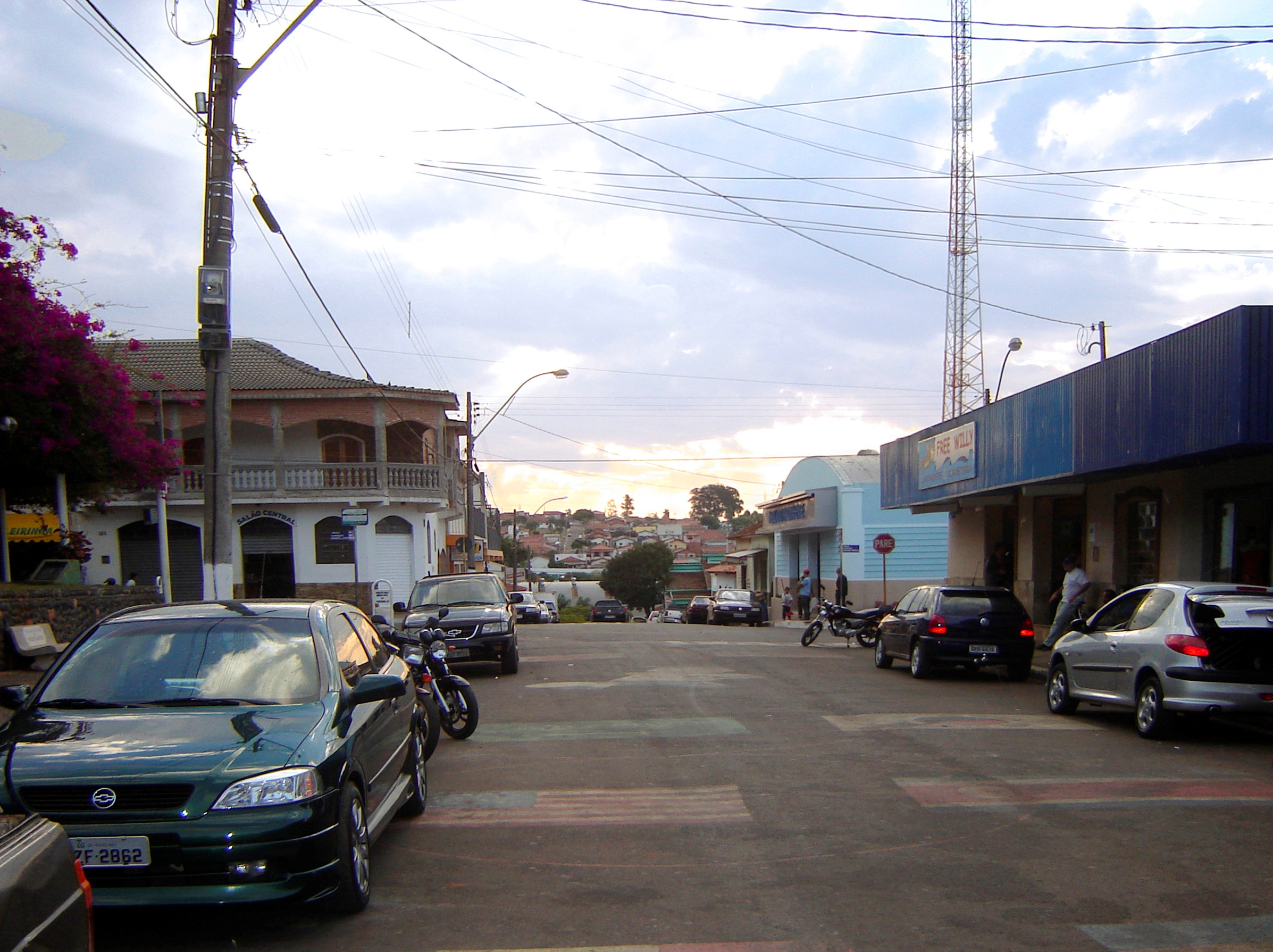
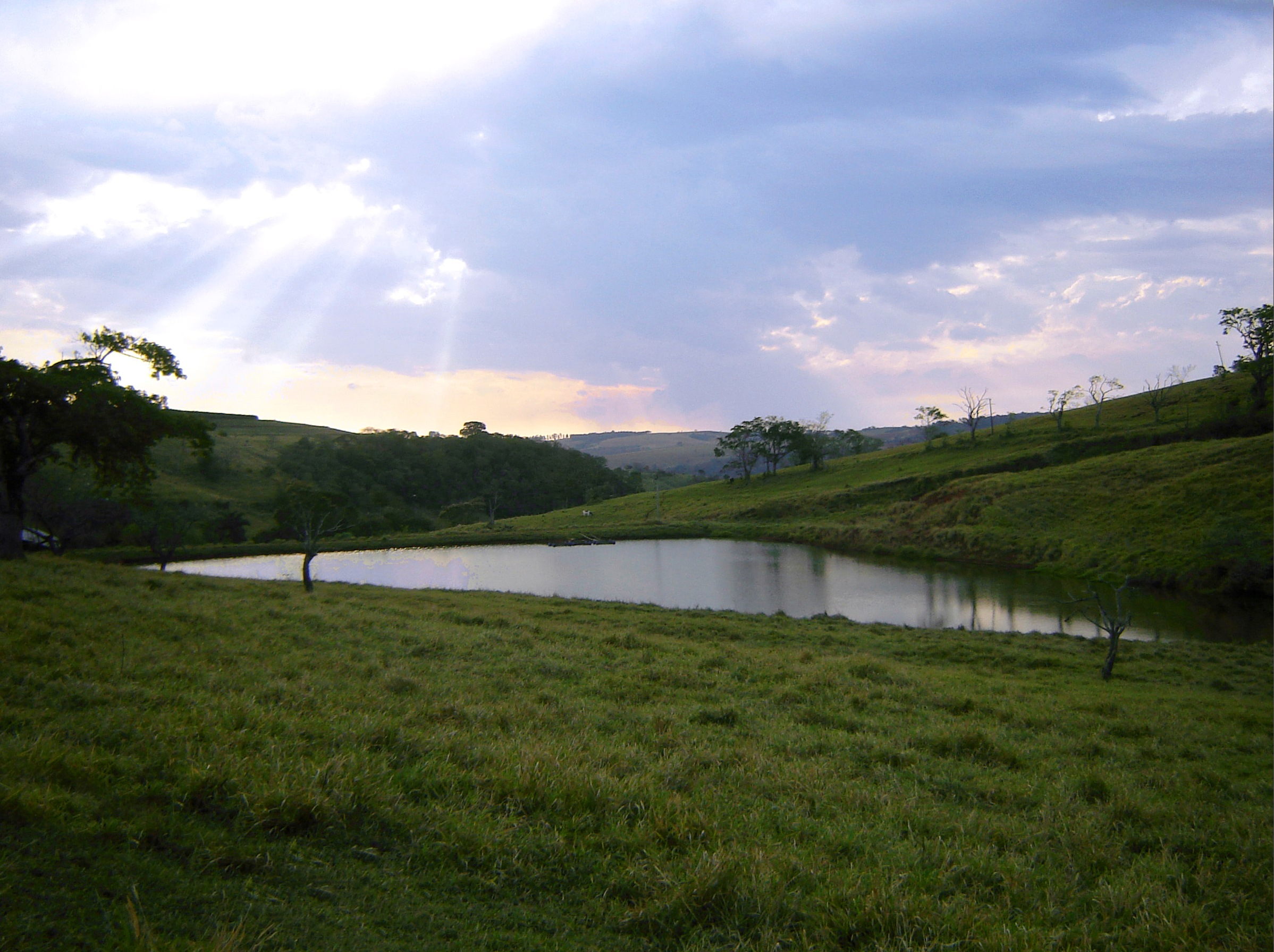